# روبرت هنري (سياسي)
روبرت هنري هو سياسي كندي، ولد في 30 نوفمبر 1845، وتوفي في 30 يناير 1918. انتخب عضو مجلس العموم الكندي.